# 哈拉 (姓氏)
哈拉（穆麟德轉寫：hala），漢譯為姓，源自女真傳統，是一種傳統的滿族姓氏。著名的哈拉，包括覺羅氏、瓜爾佳氏、赫舍里氏等。
在最早的時代，哈拉標誌了同一個血緣集團，同一個哈拉中的成員，皆有共同先祖。但隨時代改變，其地位慢慢被穆昆取代。

## 概論
哈拉（hala）這個名詞起源很早，是傳統女真的詞彙。在清朝的官方文獻中，華文的哈拉皆對譯為華文中的姓。
擁有相同先祖的家族，就會被歸屬在同一個哈拉之下。哈拉的由來，或源自於地名，或源自於居地的河流，或源自古老的圖騰或傳說。舉例來說，瓜爾佳原是地名，後來被當成一個哈拉，即華文中的瓜爾佳氏。
在最早的時代，同一個哈拉之間，有不能通婚的禁忌；同一個哈拉中的成員，也有共同祭祀的義務。在氏族擴大之後，同一個哈拉氏族中，因為居住在不同地區，形成了一個次級的血緣團體，稱為穆昆。